# Ducto biliar
Um ducto biliar é qualquer uma das diversas estruturas tubulosas longas que carregam a bile.
A bile, necessária para a digestão da comida, é excretada pelo fígado e sai por ele através do ducto hepático, que se une ao ducto cístico (carregando a bile da e para a vesícula biliar) para formar o ducto biliar comum, que se abre no intestino delgado.